# Аккреция Бонди
Аккреция Бонди (англ. Bondi accretion) — сферическая аккреция на компактный объект, движущийся через межзвёздную среду. Обычно используется в контексте аккреции на нейтронную звезду или чёрную дыру. Предполагается, что аккреция происходит с темпом
{\displaystyle {\dot {M}}\simeq \pi R^{2}\rho v,}
где  {\displaystyle \rho } — плотность окружающего вещества, {\displaystyle v} — скорость объекта или скорость звука {\displaystyle c_{s}} в окружающей среде, если скорость движения объекта меньше скорости звука, радиус Бонди {\displaystyle R} характеризует эффективную площадь. Эффективный радиус можно определить при приравнивании скорости убегания для объекта и соответствующей скорости:
{\displaystyle {\sqrt {\frac {2GM}{R}}}\simeq c_{s},}
или
{\displaystyle R\simeq {\frac {2GM}{c_{s}^{2}}}}.  
Тогда темп аккреции имеет вид
{\displaystyle {\dot {M}}\simeq {\frac {\pi \rho G^{2}M^{2}}{c_{s}^{3}}}}.
Данные соотношения являются лишь масштабными соотношениями, но не строгими определениями. Более полное и сложное решение можно найти в первоначальной работе Бонди и двух других статьях.